# PZL TS-11 Iskra
Die PZL TS-11 Iskra (polnisch Funke) ist ein polnischer Strahltrainer (Schulflugzeug), der in den 1950er-Jahren vom polnischen Flugzeughersteller PZL Mielec entwickelt und gebaut wurde. Sie wurde bis 1987 gebaut, einige Exemplare wurden an Indien verkauft. In Polen wurden die Flugzeuge im Jahr 2020 durch Aermacchi M-346 ersetzt.

## Geschichte

### Vorgeschichte
Ende der 1950er-Jahre suchten die Länder des Warschauer Pakts als Ersatz für die MiG-15UTI einen Strahltrainer für die Basisausbildung ihrer Piloten. Deshalb wurde in Polen ab 1958 unter der Leitung von Tadeusz Soltyk (daher die Bezeichnung TS) ein entsprechendes Muster gebaut; es gab jedoch schon 1955 entsprechende Studien. Nach Windkanaltests mit einem Holzmodell entstand ein erster Prototyp, der zu Statiktests am Boden diente. Der zweite von insgesamt vier Prototypen der Iskra wurde am 5. Februar 1960 vom Testpilot Andrzej Ablamowicz zu seinem Erstflug gestartet. Er war noch mit einem Viper-8-Triebwerk von Armstrong Siddeley mit 7,8 kN Schub ausgerüstet. Dieses wurde später durch das modernere und leistungsfähigere SO-1 aus polnischer Produktion ersetzt. Beim Erstflug gab es bis auf einige Flattererscheinungen wenig Probleme. Beim dritten Prototyp, der über ein vergrößertes Höhenruder und einen Steuerkraftverstärker verfügte, konnte dieses Problem aber beseitigt werden. Am 11. September 1960 wurde die TS-11 im Rahmen einer in Łódź stattfindenden Flugschau der Öffentlichkeit vorgestellt. Nach einer zufriedenstellenden staatlichen Erprobung wurde noch ein vierter Prototyp in Auftrag gegeben und das Muster im Herbst 1961 zum Vergleichsfliegen gegen die Konkurrenzentwürfe Jak-30 und Aero L-29 in die UdSSR geschickt. Dieser Vergleich fiel jedoch zugunsten der Aero L-29 aus. Die Iskra wurde danach von Polen allein weiterentwickelt und gebaut. Die ersten Serienexemplare wurden im Frühjahr 1964 an die Luftstreitkräfte geliefert, wo sie 1965/66 die TS-8 Bies ablösten. 1963 wurde auch ein eigener Simulator entwickelt, der ebenfalls in die Produktion ging.

### Weiterführung des Programms

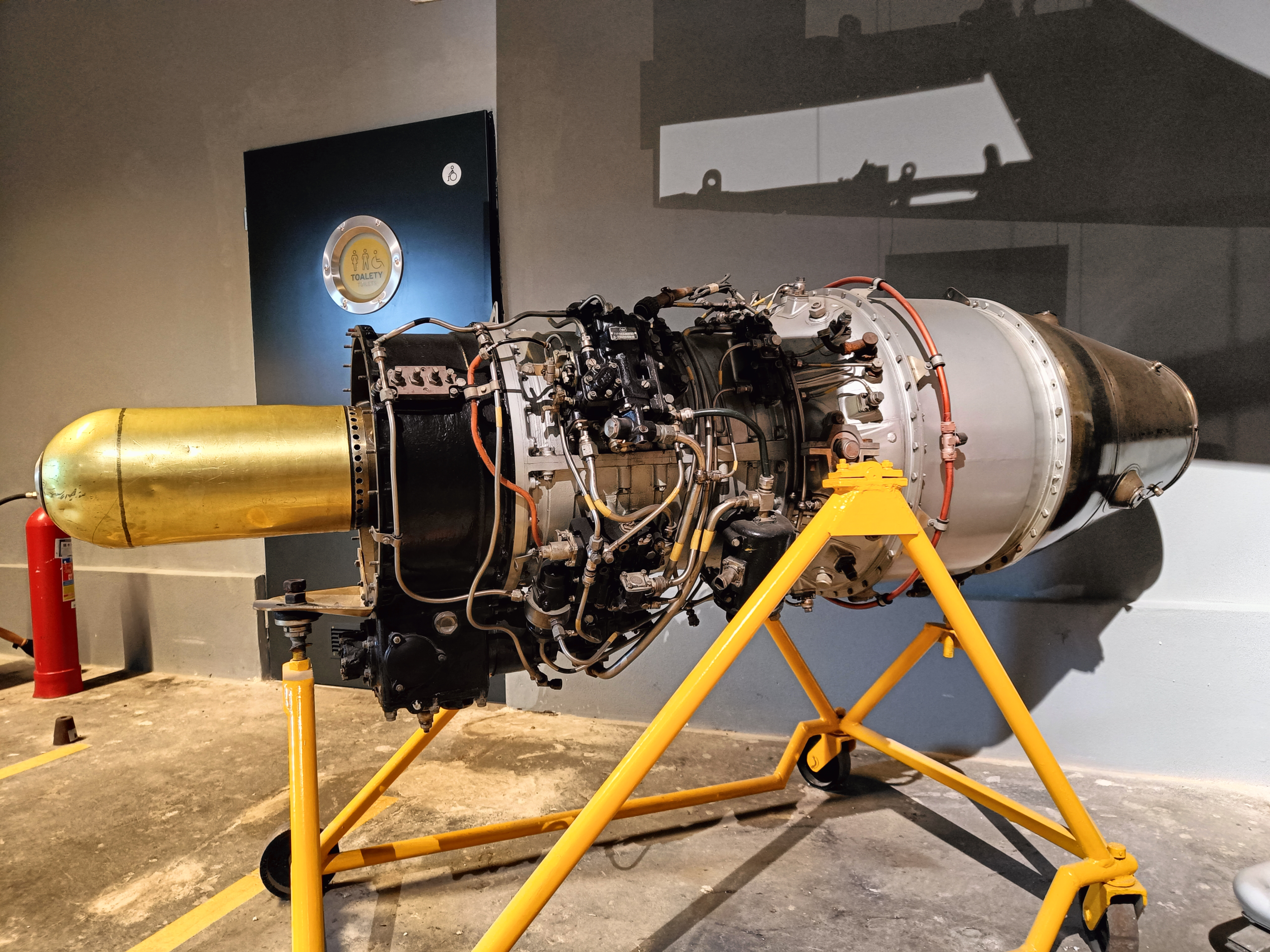
SO-1

Im Frühjahr 1963 wurde die Produktion als Iskra bis A mit vorerst niedrigen Produktionsraten und dem HO-10-Triebwerk auf Basis des Viper 8 mit 7,8 kN Schub aufgenommen. Als ab 1966 das SO-1-Triebwerk mit 9,8 kN Schub zur Verfügung stand, wurde die Produktion der nun als Iskra bis B (oder Iskra 100) bezeichneten Maschine hochgefahren. Diese Version verfügte zudem über vier statt zwei Unterflügelstationen für Außenlasten. Ab 1969 konnten daran auch Waffenbehälter installiert werden. Im selben Jahr wurde auch das SO-3-Triebwerk mit höherer Lebensdauer verwendet. In den folgenden Jahren wurde die Iskra nur geringfügig weiterentwickelt. 1972 wurden fünf einsitzige Aufklärer mit Kameraausstattung als Iskra bis C (auch Iskra 200) gebaut, jedoch 1983 zu Trainern zurückgebaut. 1979 wurde die Produktion eingestellt. Indien war einziger Exportkunde und kaufte in den 1970er-Jahren 50 Exemplare der Version D des Strahltrainers, die zwischen Oktober 1975 und Mai 1976 geliefert wurden. Von 1982 bis 1987 wurde nochmals eine Serie von 45 Flugzeugen gebaut, diese trugen die Versionsbezeichnung DF. Heute fliegen in Polen noch etwa 100 Maschinen, die bis 2012 im Dienst bleiben sollen.

### Einsatzende
Die polnische Luftwaffe stellte die PZL TS‑11 Iskra offiziell am 9. Dezember 2020 außer Dienst. Lediglich die Kunstflugstaffel Biało-Czerwone Iskry setzte sie danach weiterhin ein, bis zur vollständigen Außerdienststellung am 27. Juli 2022.
Indien stellte seine 34 noch vorhandenen und zu einem Drittel noch flugfähigen Maschinen bereits Ende 2004 außer Dienst.

## Technische Details
Die Iskra ist ein Ganzmetallflugzeug in Mitteldecker-Halbschalenbauweise. Sie besitzt trapezförmige Tragflächen mit integralen Kraftstofftanks, Luftbremsen und integrierten Lufteinlässe mit Schutzgittern unter den Flügelwurzeln. Die Triebwerksdüse befindet sich unter dem Leitwerk, was dem Flugzeug eine eher ungewöhnliche Silhouette verleiht. Das Triebwerk selbst ist unmittelbar hinter dem Cockpit installiert. Beide Besatzungsmitglieder sitzen in einer druckbelüfteten Kabine auf Schleudersitzen, die sich ab 250 m Flughöhe betätigen lassen. Das Flugzeug besitzt kein Radar (außer der Version T-11R). Im Bug befinden sich die Avionik, ein Foto-MG oder auch eine 23-mm-Kanone zum Waffentraining. Das Dreipunkt-Einziehfahrwerk in Bugradanordnung verfügt über Niederdruckreifen, die keinen Betrieb von unbefestigten Plätzen zulassen.

## Versionen
- TS-11 Iskra: Erste Serienmaschine, diese war noch mit dem HO-10-Triebwerk ausgerüstet.
- TS-11 Iskra bis: Erste Produktionsversion mit stärkerem SO-1-Triebwerk
- TS-11 Iskra bis A: Verbesserte Version, konnte total bis zu 200 kg an Außenlasten mitführen
- TS-11 Iskra bis B oder TS-11 Iskra 100 (Bezeichnung des Prototyps): Diese ab 1969 produzierte Version besaß mit vier Aufhängepunkten unter den Tragflächen eine größere Tragkapazität als die Vorgängerversion.
- TS-11 Iskra bis C oder TS-11 Iskra 200 Art: Einsitzige Aufklärerversion. Diese konnte mit Kameras ausgerüstet werden. Insgesamt wurden nur fünf Maschinen gefertigt, diese wurden 1983 zu normalen Trainern zurückgerüstet.
- TS-11 Iskra bis D oder TS-11 Iskra 200 SB: Strahltrainer, wurde ab 1973 produziert. Diese Version besaß eine erweiterte Waffenzuladung von 400 kg und ein neues Triebwerk. Mitte der 1970er-Jahre wurden 50 Maschinen dieser Version an Indien geliefert. Ab 1972 auch als einsitziger Jagdbomber TS-11 Iskra 200 BR erprobt aber nicht in Serie gefertigt.
- TS-11 Iskra bis DF: Diese Version war sowohl als Trainer als auch als Aufklärer einsetzbar, sie absolvierte ihren Erstflug mit dem neuen SO-3W-Triebwerk mit 10,78 kN Schub im Jahr 1975. Die drei Kameras wurden in den Lufteinläufen untergebracht.
- TS-11 Iskra (DF)R: Diese Version ist als einzige mit einem Wetterradar und einem entsprechenden Display im hinteren Cockpit ausgerüstet. 1991 wurden insgesamt sechs Maschinen der Version bis DF umgerüstet, fünf davon sind heute noch im Einsatz. Sie verfügen über AFA-39-Kameras, ein Bendix RDS-81-Wetterradar und ein GPS.
- TS-11 Iskra MR: Version mit moderner, an die ICAO-Standards angepasster Avionik. Diese Version wurde seit 1998 vom Iskry-Team geflogen und von den polnischen Luftstreitkräften eingesetzt.
- TS-11F: geplante modernisierte Version mit Glascockpit. Nicht realisiert.

## Nutzer

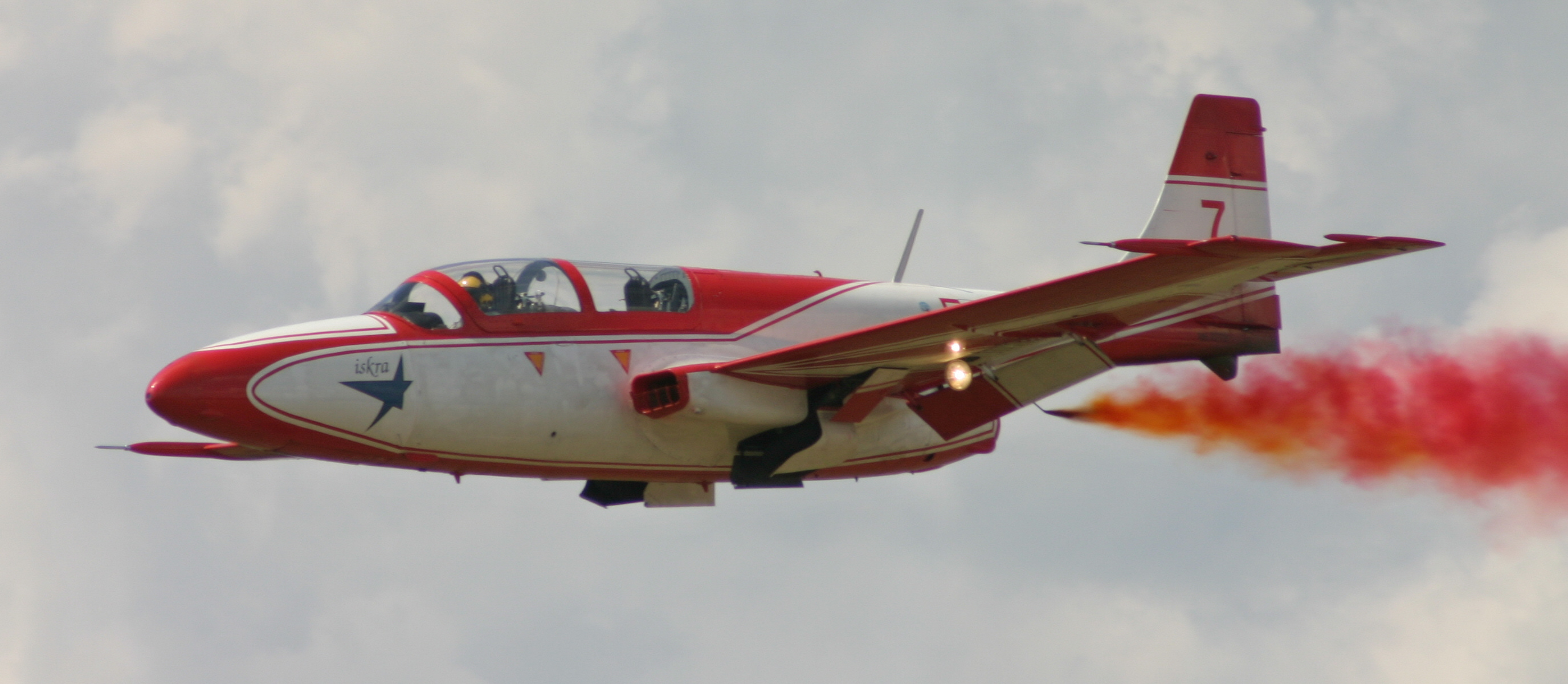
TS-11 Iskra MR des Biało-Czerwone Iskry-Kunstflugteams

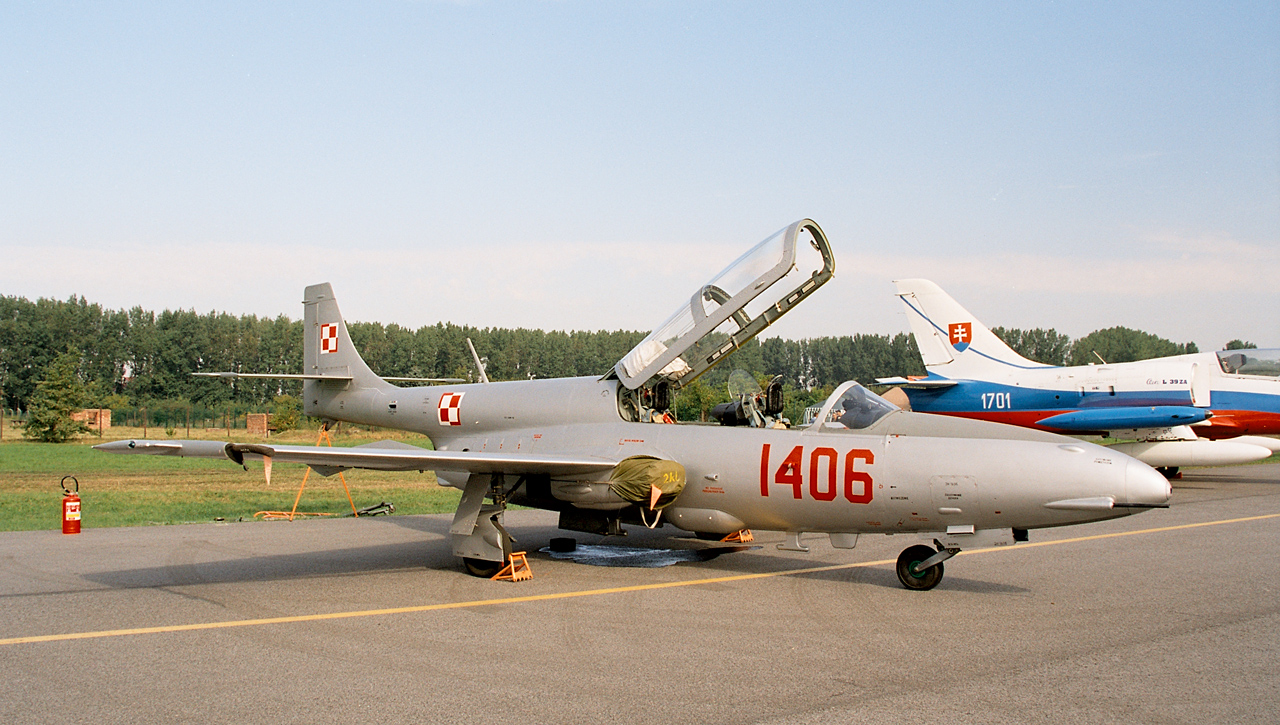
Radom AirShow, 2005

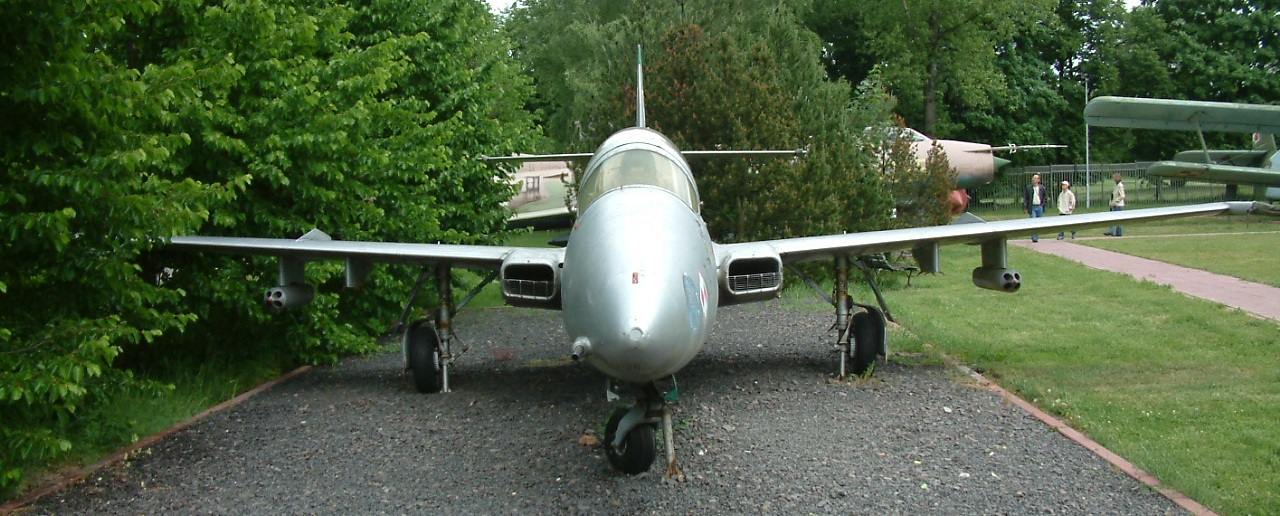
Frontansicht

IndienIndische Luftstreitkräfte (76 Stück)
 PolenPolnische Luftstreitkräfte

## Technische Daten

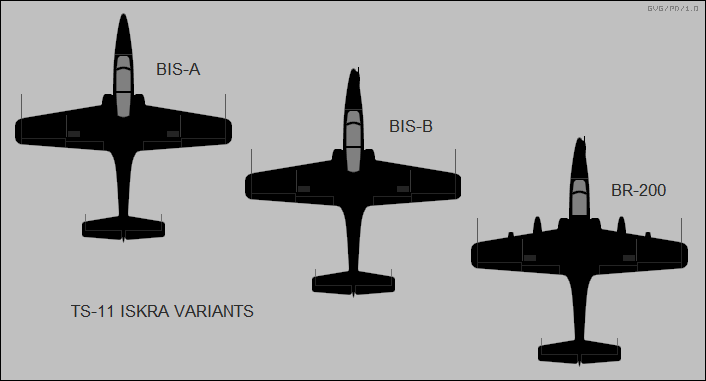
PZL TS-11 Iskra

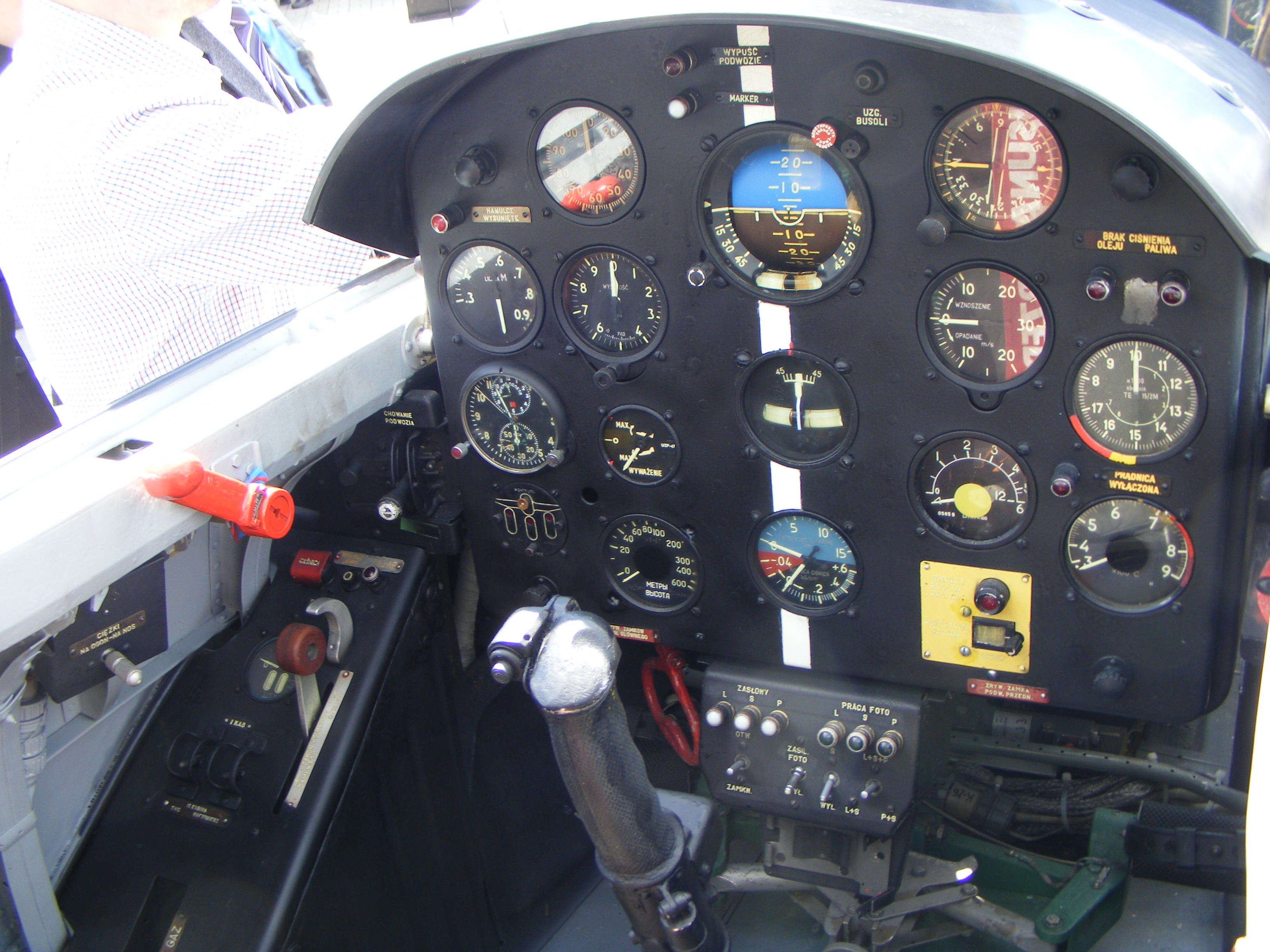
Cockpit einer PZL TS-11 Iskra

| PZL TS-11 Iskra bis DF      | PZL TS-11 Iskra bis DF                           |
| Kenngröße                   | Daten                                            |
| --------------------------- | ------------------------------------------------ |
| Besatzung                   | 2                                                |
| Länge                       | 11,15 m                                          |
| Spannweite                  | 10,06 m                                          |
| Höhe                        | 3,50 m                                           |
| Flügelfläche                | 17,50 m²                                         |
| Flügelstreckung             | 5,77                                             |
| Leermasse                   | 2.560 kg                                         |
| Startmasse                  | 3.840 kg                                         |
| Antrieb                     | ein WSK SO-3W                                    |
| Leistung                    | 10,8 kN                                          |
| Höchstgeschwindigkeit       | 720 km/h                                         |
| Steiggeschwindigkeit        | 14,8 m/s                                         |
| Dienstgipfelhöhe            | 11.140 m                                         |
| Reichweite                  | 435 km ohne Zusatztanks 1.260 km mit Zusatztanks |
| Start- und Landerollstrecke | 725 m / 660 m                                    |

## Bewaffnung

### Rohrbewaffnung
- 1 × 23-mm-Maschinenkanone Nudelman-Richter NR-23 mit 150 Schuss Munition im Bug

### Abwurfwaffen
Die Iskra kann bis zu 400 kg Außenlasten an vier Aufhängungen unter den beiden Tragflächen tragen.
Ungelenkte Luft-Boden-Raketen
- 4 × Mars-4-Raketen-Rohrstartbehälter für je 4 × ungelenkte S-5-Luft-Boden-Raketen; Kaliber 57 mm

Zusatzbehälter
- 4 × ZEUS-1-Maschinenkanonen-Behälter